# Aonidiella rex
Aonidiella rex (лат.) — вид полужесткокрылых насекомых-кокцид рода Aonidiella из семейства щитовки (Diaspididae).

## Распространение
Экваториальная Африка: Заир (Mont Hawa, около d’Aru).

## Описание
Мелкие плоские щитовки (диаметр самок около 2 мм, длина самцов 1,2-1,3 мм), форма тела округлая, плоская; основная окраска белая и чёрная.
Питаются соками таких растений, как масличная пальма (Elaeis guineensis; Арековые, Arecaceae), Euphorbiaceae candelabrum (Эуфорбиевые, Euphorbiaceae). Вид был впервые описан в 1954 году французским энтомологом русского происхождения Альфредом Балаховским (Alfred Serge Balachowsky, 1901—1983).
Таксон Aonidiella rex включён в состав рода Acutaspis вместе с таксонами A. aurantii, A. comperei, A. araucariae, A. orientalis, A. taxus, A. tectaria, A. tinerfensis, A. eugeniae, A. pini, A. tsugae, A. yehudithae.